# Barend Joannes ter Haar
Barend Joannes ter Haar (* 23. Juni 1958 in Groningen) ist ein niederländischer Sinologe.

## Leben
Barend Joannes ter Haar studierte von September 1976 bis August 1984 Sinologie an der Universität Leiden (Auslandsstudium: Festlandchina (Universität von Liaoning in Shenyang, August 1979 – Juli 1980), Japan (Universität für Fremdsprachen in Osaka, April – August 1982, Universität Kyūshū, August 1982 – April 1984)). Nach der Dissertation am 10. Januar 1990 (Universität Leiden, Dissertationsberater Susan Naquin und Erik Zürcher) lehrte er als C3-Professor für Sozial- und Wirtschaftsgeschichte Chinas an der Universität Heidelberg (Oktober 1994 – September 2000), auf dem Lehrstuhl für chinesische Geschichte an der Universität Leiden (Sinologisches Institut) (August 2000 – Januar 2013), Run Run Shaw Professor für Sinologie an der University of Oxford (Januar 2013 – Oktober 2018). Seit Oktober 2018 ist er als Professor für Sprache und Literatur Chinas an der Universität Hamburg tätig.
Seine Forschungsschwerpunkte sind Sozialgeschichte der Religion, orale Traditionen, Textlichkeit und Schriftlichkeit und Gewalt in der chinesischen Kultur.

## Schriften (Auswahl)
- Ritual and mythology of the Chinese triads. Creating an identity. Leiden 1998, ISBN 90-04-11063-1.
- The White Lotus teachings in Chinese religious history. Honolulu 1999, ISBN 0-8248-2218-8.
- Telling stories. Witchcraft and scapegoating in Chinese history. Leiden 2006, ISBN 90-04-14844-2.
- Het hemels mandaat. De geschiedenis van het Chinese keizerrijk. Amsterdam 2010, ISBN 978-90-8964-120-5.

## Belege
1. ↑  https://hoogleraren.universiteitleiden.nl/id/3539
2. ↑  Personalia April 2018. In: Uni Hamburg. Abgerufen am 10. Februar 2020.

| Personendaten    | Personendaten             |
| ---------------- | ------------------------- |
| NAME             | Haar, Barend Joannes ter  |
| KURZBESCHREIBUNG | niederländischer Sinologe |
| GEBURTSDATUM     | 23. Juni 1958             |
| GEBURTSORT       | Groningen                 |